# Іспанський чобіт
Іспанський чобіт — знаряддя тортур шляхом стиснення кісток жертви з розплющенням суглобів.
Цей метод тортур, можливо, придумали й широко застосовували іспанські інквізитори, через що він згодом дістав назву «Іспанського чобота», називаючись так навіть в інших країнах.
Спочатку знаряддя тортур мало вигляд чотирьох дощок, стягнутих між собою. Кат забивав між середніх дощок клини і поступово ноги все сильніше стискалися, і це стиснення заподіювало пекельний біль. Потім кістки жертви поступово сплющувалися, ламалися суглоби. Цей принцип було покладено в основу багатьох знарядь тортур. Це були різні лещата для стиснення голови, пальців і кінцівок підозрюваного.
Цей пристрій також застосовувався в німецьких камерах тортур в XVII столітті. У цьому випадку на гомілках жертви фіксувалися залізні обручі, що стискалися за допомогою гвинтів. Затягуючи гвинти, кат стискав ноги жертви, роздавлюючи м'язи і кістки.